# Вердуро (Козенца)
Вердуро је насеље у Италији у округу Козенца, региону Калабрија.
Према процени из 2011. у насељу је живело 136 становника. Насеље се налази на надморској висини од 210 м.